# Saurosphargis volzi
La saurosfargide (Saurosphargis volzi) è un rettile semiacquatico estinto, di incerta posizione sistematica. Visse nel Triassico medio (Anisico, circa 242 milioni di anni fa) e i suoi resti fossili sono stati ritrovati in Polonia e (forse) nei Paesi Bassi.

## Descrizione
Questo rettile è praticamente sconosciuto, dal momento che l'unico resto fossile attribuito con certezza, un esemplare privo di cranio, è andato distrutto nel corso della Seconda Guerra Mondiale. Dalle illustrazioni del fossile rimaste, si suppone che Saurosphargis fosse dotato di una corazza dorsale, formata da espansioni posteriori delle costole dorsali e da sporgenze vertebrali, che andavano a formare processi uncinati ampi e smussati e che probabilmente sorreggevano una struttura di placche ossee intersecate fra loro. Non è chiaro quale fosse l'aspetto di questo animale, ma è possibile che fosse lontanamente simile a una tartaruga. 

## Classificazione
Saurosphargis è stata descritta per la prima volta da Frech nel 1903 e in seguito da Friedrich von Huene nel 1936, sulla base di un resto fossile incompleto ritrovato negli strati di Gogolin (Anisico inferiore). L'animale è stato inizialmente attribuito ai placodonti, un gruppo di rettili acquatici vagamente simili a tartarughe, ma forse imparentati con i plesiosauri. Purtroppo la perdita dell'esemplare durante la Seconda Guerra Mondiale non ha permesso di eseguire studi più approfonditi sul materiale originale. 
Studi più recenti (Peyer e Kuhn-Schnyder, 1955) hanno messo in evidenza somiglianze con il gruppo di placodonti noti come ciamodontoidi, mentre Rieppel e Zanon (1997) hanno riscontrato similitudini tra la morfologia delle costole di Saurosphargis e quelle del placodonte Paraplacodus.
Saurosphargis è stata anche accostata ad altri due enigmatici rettili triassici di abitudini acquatiche, Helveticosaurus ed Eusaurosphargis, ma solo nel 2010 è stata scoperta una forma indubbiamente simile in Cina (Sinosaurosphargis), sulla base di resti relativamente completi. Le affinità di questi due animali con i restanti rettili acquatici del Triassico, tuttavia, rimangono incerte. Altri resti attribuiti con qualche dubbio a Saurosphargis sono stati ritrovati nei Paesi Bassi, nella cava di Winterswijk.